# Deu ser que ningú és perfecte
Deu ser que ningú és perfecte, o en català correcte o normatiu, «Deu ser que ningú no és perfecte» (títol original en castellà: Va a ser que nadie es perfecto) és una pel·lícula catalana de 2006 dirigida per Joaquim Oristrell. S'ha doblat al català.

## Argument
Rubén (Santi Millán) és sord, i el que més li agrada del món són les dones i els seus amics. Carlos (Fernando Tejero) és cec, i el que més li agrada del món és el cinema, el seu gos pigall Woody i els seus amics. Dani (José Luis García Pérez) és coix, i el que més li agrada del món és ficar-se amb la gent, el seu cotxe Blanquito i els seus amics. Carlos, el cec, es casarà el 27 d'agost amb una noia que és la seva xicota de tota la vida. Els seus amics Rubén i Dani volen fer la nit del 26 un comiat de solter desenfrenat. Es reuneixen en el bar de sempre, s'engalanen, pugen al cotxer d'en Dani, i al ritme de l'últim èxit de l'estiu, emprenen l'aventura. Després de trobar-se amb una noia de vermell, Patricia (Teresa Hurtado), que no distingeix els sabors, Yolanda (Mercè Martínez), una ànima perduda incapaç de trencar la foto del seu nuvi, i David (Xavier Corominas), un grafiter hipercinètic addicte a les baralles, els seus trajectes se separen. En aquesta nit tan especial, cadascun dels protagonistes prendrà decisions que donaran un cop brusc de timó a les seves vides.

## Repartiment
- Fernando Tejero: Carlos Díaz
- Santi Millán: Rubén
- José Luis García Pérez: Dani Castillo
- Teresa Hurtado: Patricia
- Mercè Martínez: Yolanda
- Xavier Coromina: David
- Jordi Bosch i Palacios: venedor del pis
- Mercè Comes: mare de Carlos
- Carme Balagué: caixera del dipòsit
- Pep Cruz: home del dipòsit
- Mireia Ros: jutge
- Marina Gatell: Paula
- Nacho Vidal: agent de seguretat
- Mercè Sampietro: actriu de pel·lícula
- Juan Diego Botto: actor de pel·lícula
- Albert Espinosa: sacerdot

## Guió
El director, Joaquim Oristrell, retrata en clau d'humor la dificultat física i emocional d'aquests tres personatges amb discapacitat. El seu director qualifica als seus personatges com a superherois, al viure sense cap mena de complex. El guió no està escrit per ell, sinó per Albert Espinosa, sent la primera vegada que dirigeix amb guió aliè, el guió el va fascinar en tractar la minusvalidesa "des de dins". La intenció del guionista és conscienciar a la societat sobre la minusvalidesa, cosa que té lloc a Planta 4a, on es va augmentar en un 70% l'assistència a visitar a nens malalts de càncer.

## Producció i rodatge
De la producció se'n va encarregar Mediapro, Pentagrama films i Diagonal Televisión, juntament amb l'Institut de Crèdit Oficial i el Ministeri de Cultura d'Espanya. El rodatge es va realitzar íntegrament a Barcelona entre el 22 d'agost i el 7 d'octubre de l'any 2005.

## Curiositats
- Woody, el gos que surt a la pel·lícula, pertany a l'actor Fernando Tejero.

## Premis
2 premis al festival de cinema de Peníscola: al millor actor (al trio protagonista: Fernando Tejero, José Luis García Pérez i Santi Millán) i al millor guió (Albert Espinosa)

## Taquilla
Durant el primer cap de setmana va recaptar 700.000 euros a 200 sales, fet que va resultar sorprenent, donat que promoció havia estat gairebé nul·la, encara que, principalment a la fama que tenien en aquell moment Santi Millán i Fernando Tejero, la cinta va seguir tenint una bona recaptació a taquilla. La pel·lícula va acabar l'any amb 2.653.625,17 € de recaptació i 497.366 espectadors, ocupant el setè lloc de les pel·lícules espanyoles més taquilleres del 2006.